# Colégio Dante Alighieri
O Colégio Dante Alighieri é uma instituição de ensino básico (infantil, fundamental e médio) da cidade de São Paulo, Brasil, fundada no ano de 1911 por imigrantes italianos. Localiza-se no bairro de Jardim Paulista. Atualmente, o colégio é reputado como um dos mais tradicionais colégios brasileiros e, desde 2018, é um patrimônio histórico do estado de São Paulo.

## História
O Instituto Medio Italo Brasiliano Dante Alighieri foi fundado por imigrantes italianos, com a aparticipação de Rodolfo Crespi, em 1911. O terreno do colégio, a antiga chácara Dieberger, de 19,8 mil m², fora adquirida em agosto do mesmo ano. Em seu primeiro ano, o colégio tinha sessenta alunos.
A 18 de abril de 1912, num curso bilíngue, cinco alunos começaram as suas aulas na travessa da Sé nº 11 e, depois, na rua Carlos Gomes nº 50, na Liberdade. A 17 de fevereiro de 1913, sessenta alunos de ambos os sexos, em turmas de internos, semi-internos e externos, começaram as suas atividades escolares no novo edifício Leonardo da Vinci, na alameda Jaú, erguido pelo florentino conde Giulio Micheli.
Jânio Quadros, que se tornaria presidente do Brasil em 1961, trabalhou como professor no colégio de 1943 a 1948. Segundo um relato, o então professor teria expulsado um aluno pela janela durante um momento de raiva, por não o considerar digno de passar pela porta.

### Durante e após a Segunda Guerra Mundial

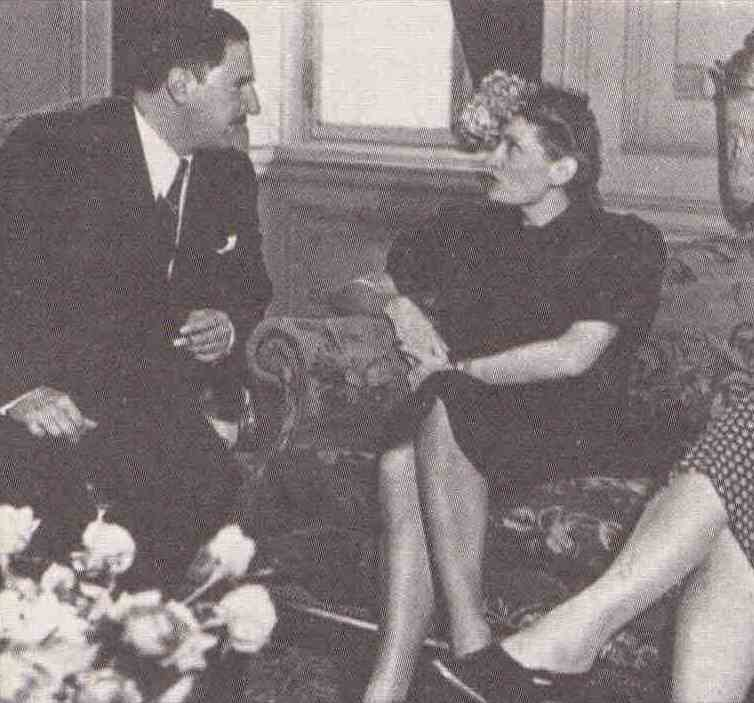
Edda Mussolini e o brasileiro Adhemar de Barros durante sua estadia em São Paulo, 1939

Em 1939, o colégio foi visitado pela filha do ditador italiano Benito Mussolini, Edda. Em um pronunciamento, a visitante disse que não falaria sobre política durante sua estadia.
O colégio tinha paridade com o ensino italiano até 1942, quando a ditadura de Getúlio Vargas proibiu o ensino da língua italiana nas escolas do Brasil por conta da Segunda Guerra Mundial. Após a guerra, durante a qual a escola sofreu intervenção e passou a ser chamada de colégio Visconde de São Leopoldo, a escola recebeu a denominação de Colégio Dante Alighieri novamente em 1946.
Em 2019, a instituição retomou o ensino paralelo das grades curriculares do Brasil e da Itália a partir do sexto ano do Fundamental, que corresponde ao primeiro ano do Ensino Médio italiano. A escola também estabeleceu o ensino das linguagem e cultura italiana de forma extracurricular para alunos do primeiro ano do Ensino Fundamental.

### Século XXI
No ano de 2016, uma professora de história usou linguagem neutra durante uma aula na insituição. Em uma nota, o colégio lamentou o ocorrido e disse que a aula em questão não fazia parte do ensino regular da instituição. Em 2022, o colégio instituiu o ensino obrigatório de educação financeira para alunos da Educação Infantil até o Ensino Médio, prática que era facultativa desde 2016.
A escola investigou rumores de que um de seus alunos estava planejando um massacre escolar na instituição em 2022. Dois anos após, a denunciou a participação de seus alunos em um grupo de WhatsApp contendo pornografia, incitação ao suicídio e apologia ao nazismo. O grupo, cujo nome era Meta 500, saiu do ar após a denúncia ser publicada.

## Parcerias

### University of Missouri
A Universidade de Missouri, localizada nos Estados Unidos, em Missouri, possui parceria com o Colégio Dante Alighieri a mais de 10 anos, graduando alunos em programas de língua inglesa. A Coordenadora dos cursos de Elementary, Middle e High School no Colégio é Rossella Beer. Os programas oferecidos pela parceria são:
- 5th Grade Elementary
- Mizzou Global Scholars (Middle School)
- Dual Diploma Program (High School)

## Ex-alunos notáveis
- Afonso Celso Pastore[16]
- Alessandra Silvestri-Levy, escritora, Princesa von Bismarck-Schoenhausen;
- Aloysio Nunes, senador da república [17]
- André Ricardo Robic [16]
- Andrea Calabi, economista;[16]
- Andrea Matarazzo, político;
- Antônio Penteado Mendonça [16]
- Bruna Lombardi, atriz, modelo e escritora;[18]
- Bruno Fagundes, ator;
- Bruno Prada, atleta medalhista olímpico;
- Carlos Henrique de Brito Cruz, físico;
- Celso Lafer, jurista e ex-Ministro das Relações Exteriores;
- Cesar Lattes, físico;
- Chico Pedrotti, ator, publicitário e narrador esportivo
- Claudio Carsughi, locutor;[19]
- Costanza Pascolato, empresária, jornalista e consultora de moda;[20]
- Conde Chiquinho Scarpa, socialite;[21]
- Eliane Elias, pianista, cantora e compositora;
- Ennio Candotti, físico;
- Eriberto Leão, ator;
- Felipe Andreoli, jornalista e humorista;
- Francisco Matarazzo Pignatari, empresário;
- Giovanna Lancelotti, atriz;
- Hélio Mattar, engenheiro;
- Isabella Fiorentino, modelo;
- Joana Mocarzel, atriz;
- Jorge Mautner, cantor, compositor e escritor;
- José Roberto Aguilar, pintor, escultor e artista multimídia;
- Juliana D'Agostini, pianista;
- Lígia Amadio, maestrina;
- Marco Pigossi, ator;
- Marcelinho Huertas, jogador de basquete;
- Maria Cândida, apresentadora;
- Marina Zablith, jogadora de polo aquático, integrante da seleção brasileira;
- Mauro Beting, jornalista, escritor e apresentador de rádio e televisão
- Miguel Reale, filósofo, jurista, Professor Catedrático da Faculdade de Direito da USP, Ex-Reitor da USP, Ex- Secretário da Justiça do Estado de São Paulo;
- Miguel Colasuonno, economista, político, ex-prefeito da capital paulista;
- Mino Carta, jornalista, editor, escritor e pintor ítalo-brasileiro;[16]
- Nabil Bonduki, político;
- Nívea Maria, atriz;
- Renata Falzoni, jornalista e cicloativista;
- Ricardo Amorim, economista, apresentador do Manhattan Connection;
- Ricardo Izar Júnior, político;[16]
- Rossella Vittoria Beer [16]
- Sérgio Amaral, embaixador;
- Sergio Comolatti, empresário;
- Sergio Marone, ator.